# Petko Sirakov
Petko Atanasov Sirakov (10. dubna 1930 – 18. listopadu 1997 Sofie) byl bulharský zápasník, stříbrný olympijský medailista z roku 1956.

## Sportovní kariéra
Zápasení se věnoval od útlého dětství v rodné obci Valči Dol. Poprvé se účastnil turnaje v národním zápase na zelené louce s muži v 16 letech. Během povinné vojenské služby aktivně boxoval a později vyzkoušel i jemu bližší styl zápasu olympijský řecko-římský styl. V roce 1956 startoval na olympijských hrách v Melbourne v zápasu řecko-římském ve váze do 87 kg. Hned v úvodním kole však prohrál po verdiktu sudích 0-3 se Sovětem Valentinem Nikolajevem a po druhém kole s Turkem Adilem Atanem ho v turnaji zachránila jury, potom co původní verdikt rozhodčích 1-2 změnila v jeho prospěch. V dalších dvou kolech porazil dva severoamerické soupeře před časovým limitem na lopatky a do souboje o druhé místo nastoupil proti Švédu Karl-Eriku Nilssonovi. Švéda porazil po verdiktu 3-0 a získal stříbrnou olympijskou medaili za Sovětem Nikolajevem.
V roce 1957 se v tureckém Istanbulu stal prvním bulharským mistrem světa v olympijském zápasu ve volném stylu. V roce 1960 však pravděpodobně kvůli zranění na olympijských hrách v Římě nestartoval. Po skončení sportovní kariéry se věnoval trenérské práci. Zemřel v roce 1996.
Jeho syn Nasko patřil k úspěšné generaci bulharských fotbalistů, která brala čtvrté místo na mistrovství světa ve Spojených státech v roce 1994. Jeho snachou je byla přední světová moderní gymnastka své doby Iliana Raevová.

## Výsledky

### Volný styl
| Turnaj            | 1956 | 1957 | 1958 | 1959 |
| Turnaj            | 27   | 28   | 29   | 30   |
| Turnaj            | -87  | -87  | -87  | -87  |
| ----------------- | ---- | ---- | ---- | ---- |
| Olympijské hry    | —    |      |      |      |
| Mistrovství světa |      | 1.   |      | 2.   |

### Řecko-římský styl
| Turnaj            | 1956 | 1957 | 1958 | 1959 |
| Turnaj            | 27   | 28   | 29   | 30   |
| Turnaj            | -87  | -87  | -87  | -87  |
| ----------------- | ---- | ---- | ---- | ---- |
| Olympijské hry    | 2.   |      |      |      |
| Mistrovství světa |      |      | 4.   |      |